# José Luis Merino
José Luis Merino (Madrid, 1927. június 10. – Madrid, 2019. július 2.) spanyol filmrendező, forgatókönyvíró.

## Filmjei
- Sierra maldita (1955, rendezősegéd)
- Cuerda de presos (1956, rendezősegéd)
- El expreso de Andalucía (1956, rendezősegéd)
- Llegaron siete muchachas (1957, rendezősegéd)
- La puerta abierta (1957, rendezősegéd)
- ...Y eligió el infierno (1957, rendezősegéd)
- El andén (1957, rendezősegéd)
- Aquellos tiempos del cuplé (1958, rendező, forgatókönyvíró)
- El lazarillo de Tormes (1959, rendezősegéd)
- El vagabundo y la estrella (1960, rendező, forgatókönyvíró)
- Alféreces provisionales (1964, rendező, forgatókönyvíró)
- Por un puñado de canciones (1966, rendező, forgatókönyvíró)
- Frontera al sur (1967, rendező, forgatókönyvíró)
- Réquiem para el gringo (1968, rendező)
- Colpo sensazionale al servizio del Sifar (1968, rendező)
- La ametralladora (1968, forgatókönyvíró)
- La batalla del último Panzer (1969, rendező, forgatókönyvíró)
- Hora cero: Operación Rommel (1969, forgatókönyvíró)
- Comando al infierno (1969, rendező, forgatókönyvíró)
- Las cinco advertencias de Satanás (1970, rendező, forgatókönyvíró)
- Robin Hood, el arquero invencible (1970, rendező, forgatókönyvíró)
- La muerte busca un hombre (1970, rendező, forgatókönyvíró)
- Ivanna (1970, rendező, forgatókönyvíró)
- Consigna: matar al comandante en jefe (1970, rendező, forgatókönyvíró)
- El tigre del Kyber (1970, rendező, forgatókönyvíró)
- La última aventura del Zorro (1970, rendező)
- El Zorro caballero de la justicia (1971, rendező, forgatókönyvíró)
- Como un ídolo de arena (1971, forgatókönyvíró)
- El Zorro de Monterrey (1971, rendező, forgatókönyvíró)
- Kalózok szigete (La rebelión de los bucaneros) (1972, rendező, forgatókönyvíró)
- La orgía de los muertos (1973, rendező, forgatókönyvíró)
- Juegos de sociedad (1974, rendező)
- Tarzán en las minas del rey Salomón (1974, rendező, forgatókönyvíró)
- Juan Ciudad: ese desconocido (1974, dokumentum-rövidfilm, rendező, forgatókönyvíró)
- En la cresta de la ola (1975, forgatókönyvíró)
- Sábado, chica, motel ¡qué lío aquel! (1976, rendező, forgatókönyvíró)
- Marcada por los hombres (1977, rendező, forgatókönyvíró)
- 7 cabalgan hacia la muerte (1979, rendező, forgatókönyvíró)
- Dejadme vivir (1982, rövidfilm, rendező, forgatókönyvíró)
- USA, violación y venganza (1983, rendező, forgatókönyvíró)
- La avispita Ruinasa (1983, rendező, forgatókönyvíró)
- Gritos de ansiedad (1984, rendező, forgatókönyvíró)
- Superagentes en Mallorca (1990, rendező, forgatókönyvíró)